# José Maceo
José Maceo, cuyo nombre completo era José Marcelino Maceo Grajales, apodado «El León de Oriente» (2 de febrero de 1849, La Delicia, antigua provincia de Oriente, Cuba Española – 5 de julio de 1896, Loma del Gato, Santiago de Cuba) fue un militar y patriota cubano del siglo XIX.

## Infancia y adolescencia
José fue el tercero de los vástagos de la familia Maceo Grajales.
Con solo 19 años comienza su carrera militar en la Guerra de los Diez Años, ascendiendo desde soldado a coronel, grado que se le otorgó tras la Protesta de Baraguá.

## Carácter
Las personas que le conocieron o combatieron a sus órdenes, lo describían fornido y esbelto, de mirada dura y ceño adusto, con gran prestancia, dulce sonrisa y muy preocupado por el último de sus soldados. Era una persona jovial, sincera, desinteresada, presumida, de gran sensibilidad musical, en especial con la guitarra.
Sin embargo, otros opinan que a veces era muy temperamental y se enojaba con facilidad, lo que le llevó incluso a un duelo con Guillermón Moncada.[cita requerida] En algunas ocasiones masacró a los prisioneros españoles y no escuchó a otros mambises que le pedían actuar de acuerdo a los códigos de honor.[cita requerida]
Muy valiente, siempre el primero en la batalla, pero irascible y escaso de paciencia,[cita requerida] fue José uno de los patriotas más contradictorios entre las filas cubanas.[cita requerida]

## Actividad revolucionaria
El uso del fusil, el manejo del machete como arma para defenderse, la agilidad y destreza como jinete, la madurez de su pensamiento, fueron factores influyentes para que muy pronto se convirtiera en un verdadero guerrero. El desarrollo familiar sencillo, en el que la honradez, la honestidad y el amor a la libertad fueron presencia permanente, conformarían su personalidad. 
De los Maceo Grajales fue el único que participó en las tres guerras por la independencia nacional y en ellas acumuló una extensa hoja de servicios y varias cicatrices en su cuerpo.
Ganó notoriedad y destaque militares, que le hicieron merecer el grado de general en abril de 1895. Como Antonio fue un activo participante en la campaña de Guantánamo y combatió en acciones como Rejendón de Báguanos. 
Permaneció al lado de su hermano Antonio en la Protesta de Baraguá. Ni siquiera descansó su batallar revolucionario durante la llamada "Tregua Fecunda", pues fue de los cubanos que en el exterior no dejó de conspirar por la independencia y así se le vio participando activamente en el Plan de San Pedro Sula, de 1884 a 1886.
Junto a Antonio desembarcó por Duaba, para reiniciar la guerra necesaria. Nuevamente en la lucha. Sostiene numerosas acciones en la parte oriental de la ínsula.
Separado de sus compañeros tras el combate de Alto de Palmarito, atravesó maniguas y riachuelos hasta que logró contactar con los mambises guantanameros; se encontró luego con Martí, Gómez y los valientes que habían desembarcado por Playitas. El 25 de abril, batió una columna enemiga en Arroyo Hondo; tres días después, le impusieron las estrellas de mayor general. José y su hermano Antonio Maceo obtuvieron una importante victoria en la Batalla de Sao del Indio, el 31 de agosto de 1895.
Destierros, prisiones, persecuciones, intrigas, discriminación por el color de la piel le forjaron un recio carácter, que puso a prueba en las tres guerras de independencia, donde se destaca su participación en alrededor de 800 combates.

## Muerte en combate

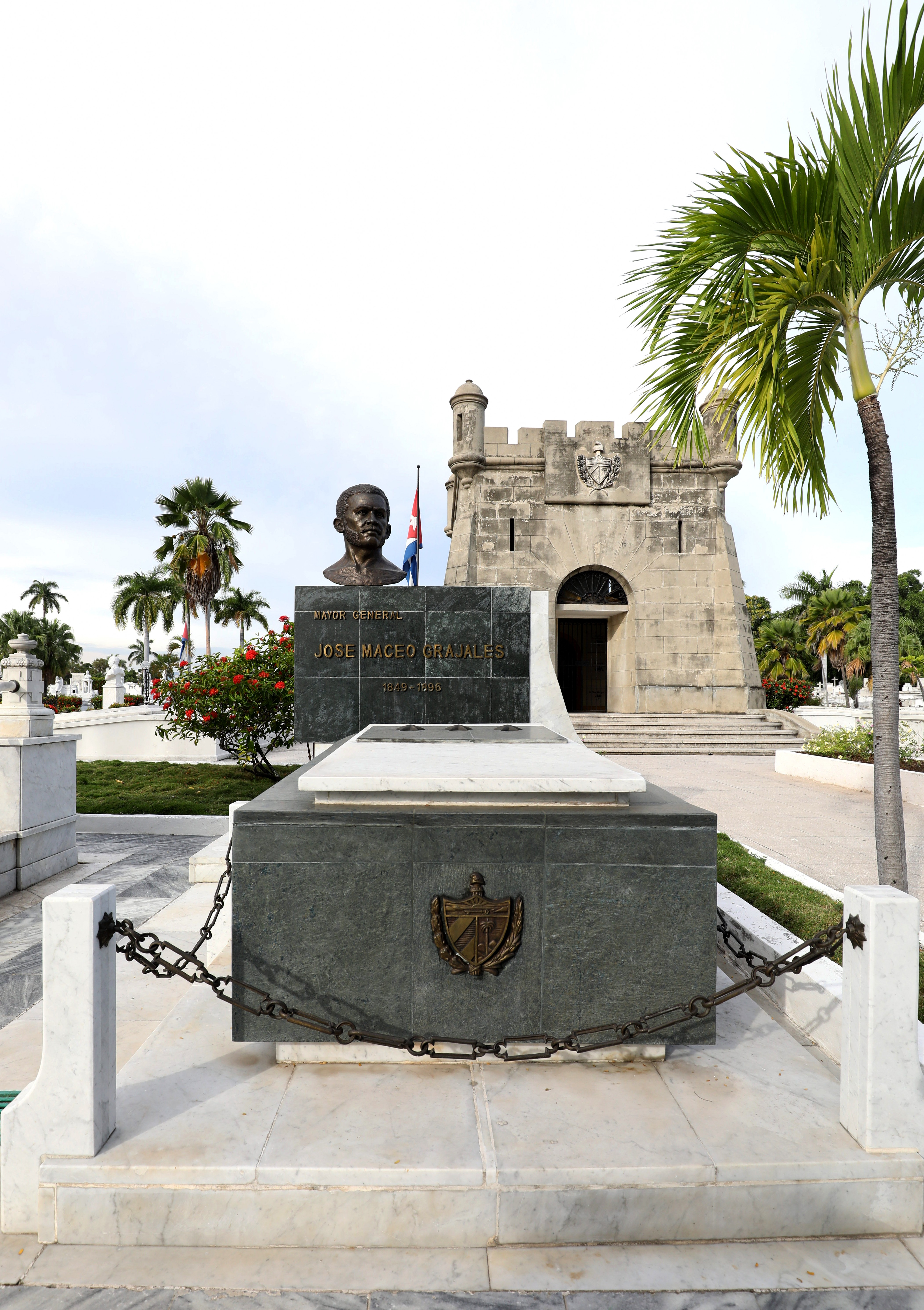
Tumba de José Maceo

Por los parajes orientales, bregando con su tropa, se encontraba José Maceo aquel 5 de julio de 1896 cuando se entabló férreo combate con fuerzas españolas. Poco tiempo después de iniciada la lucha, los soldados, estupefactos, vieron como el general se desplomaba de su caballo soltando el revólver que tenía en la diestra.
Mortalmente herido es atendido por su médico que no da esperanzas de vida. Pocas horas después fallece, dejando un gran vacío en las filas del Ejército Libertador. Tenía al morir 47 años. Por su fiereza en las guerras, fue y es conocido como el León de Oriente.
Sus restos se encuentran sepultados en el Cementerio de Santa Ifigenia de la ciudad de Santiago de Cuba.